# Mrčevci
Mrčevci (szerbül: Мрчевци), település Bosznia-Hercegovinában, Laktaši községben, Bosanska krajina területén, a Szerb Köztársaságban. 

## Fekvése
Bosznia-Hercegovina északi részén, Banja Lukától légvonalban 26, közúton 30 km-re, községközpontjától légvonalban 8, közúton 11 km-re észak-északkeletre, 107-112 méteres magasságban, a Lijevce polje mezején fekszik. 

## Népessége
| Nemzetiségi csoport | Népesség 1991 | Népesség 2013 |
| ------------------- | ------------- | ------------- |
| Szerb               | 700           | 689           |
| Bosnyák             | 0             | 0             |
| Horvát              | 2             | 6             |
| Jugoszláv           | 28            | 0             |
| Egyéb               | 5             | 13            |
| Összesen            | 735           | 708           |

## Története
A régészeti leletek tanúsága szerint területe már a római korban is lakott volt. Az Okučnica nevű lelőhelyen a római kori romok közel egy hektáros területen fekszenek. Az itteni házak fejlettségét jól mutatja a padlófűtés maradványa.
A település 1878-ig tartozott az Oszmán Birodalomhoz, ekkor a berlini kongresszus határozata alapján az Osztrák-Magyar Monarchia része lett. 1879-ben az első osztrák-magyar népszámlálás során a Banja Luka-i járáshoz tartozó településnek 50 háztartása és 392 ortodox lakosa volt. 1910-ben a Banja Luka-i járáshoz tartozó településen 81 háztartást, 551 ortodox és 1 muszlim lakost találtak.A monarchia szétesésével 1918-ban előbb a Szerb-Horvát-Szlovén Királyság, majd 1929-től a Jugoszláv Királyság része. 1921-ben a községnek 201 háztartása és 1276 lakosa volt. Az 1929-es törvény értelmében, amikor Bosznia-Hercegovinát négy banovinára, Drinskára, Vrbaskára, Zetskára és Primorskára osztották, a település a Vrbaska banovina része lett, amelynek székhelye Banja Luka volt. Jugoszlávia megszállása után a Független Horvát Állam (NDH) része lett. 1942. október 6-án az usztasák a falu teljes lakosságát, vagyis akit otthon találtak, lemészárolták. A második világháború után a szocialista Jugoszláviához tartozott. A daytoni békeszerződést követő területfelosztásnál Laktaši község részeként a Szerb Köztársaság területéhez került.

## Kultúra
- KUD „Slavko Mandić” kulturális és Művészeti Egyesület[8]

- A minden év június elején megrendezett „Mrčevci Folklór Est” hagyományos rendezvényen 2016 óta több kulturális és művészeti egyesület, valamint több száz résztvevő gyűlik össze a falu templomkertjében.[9]

## Nevezetességei
- Szent Konstantin császár és Ilona császárné tiszteletére szentelt ortodox templomát 2018-ban szentelték fel. A templomot Mrčevci falu összes lakosának emlékére építették, akik 1942. október 6-án vesztették életüket, amikor a Független Horvát Állam usztasa bűnözői szörnyű mészárlást hajtottak végre a faluban, és megöltek 126 falusi lakost, vagyis mindenkit, aki aznap véletlenül a faluban tartózkodott.[10]

- Okučnica – római település maradványai. A mintegy egy hektáros területen számos római cserép és téglatöredék, padlófűtés maradványai mellett fibulát is találtak.[4]